# 동홍로
 동홍로(Donghong-ro)는 제주특별자치도 서귀포시 동홍동 동문로터리 에서 산록남로교차로 를잇는 도로이다.

## 주요 경유지
제주특별자치도
- 서귀포시 (동홍동)

## 노선
| 이름                 | 접속 노선                      | 소재지   | 소재지 | 비고 |
| -------------------- | ------------------------------ | -------- | ------ | ---- |
| 산록남로 교차로      | 지방도 제1115호선 (산록남로)   | 서귀포시 | 동홍동 |      |
| 남주중고교 교차로    |                                | 서귀포시 | 동홍동 |      |
| 동홍동주민센터사거리 | 지방도 제1136호선 (중산간동로) | 서귀포시 | 동홍동 |      |
| 동홍사거리           | 지방도 제1132호선 (일주동로)   | 서귀포시 | 동홍동 |      |
| 동문로터리           | 중정로                         | 서귀포시 | 동홍동 |      |
| 문연로와 직결        |                                |          |        |      |

## 주요 건물 및 시설
- CU 서귀동홍로점 (동홍로 108/동홍동 567)
- GS25 서귀남주점 (동홍로 270/동홍동 939-6)